# 드네브니크 HRT
《드네브니크 HRT》(크로아티아어: Dnevnik HRT)는 크로아티아의 뉴스 프로그램이다.